# Friedhof Hämelhausen

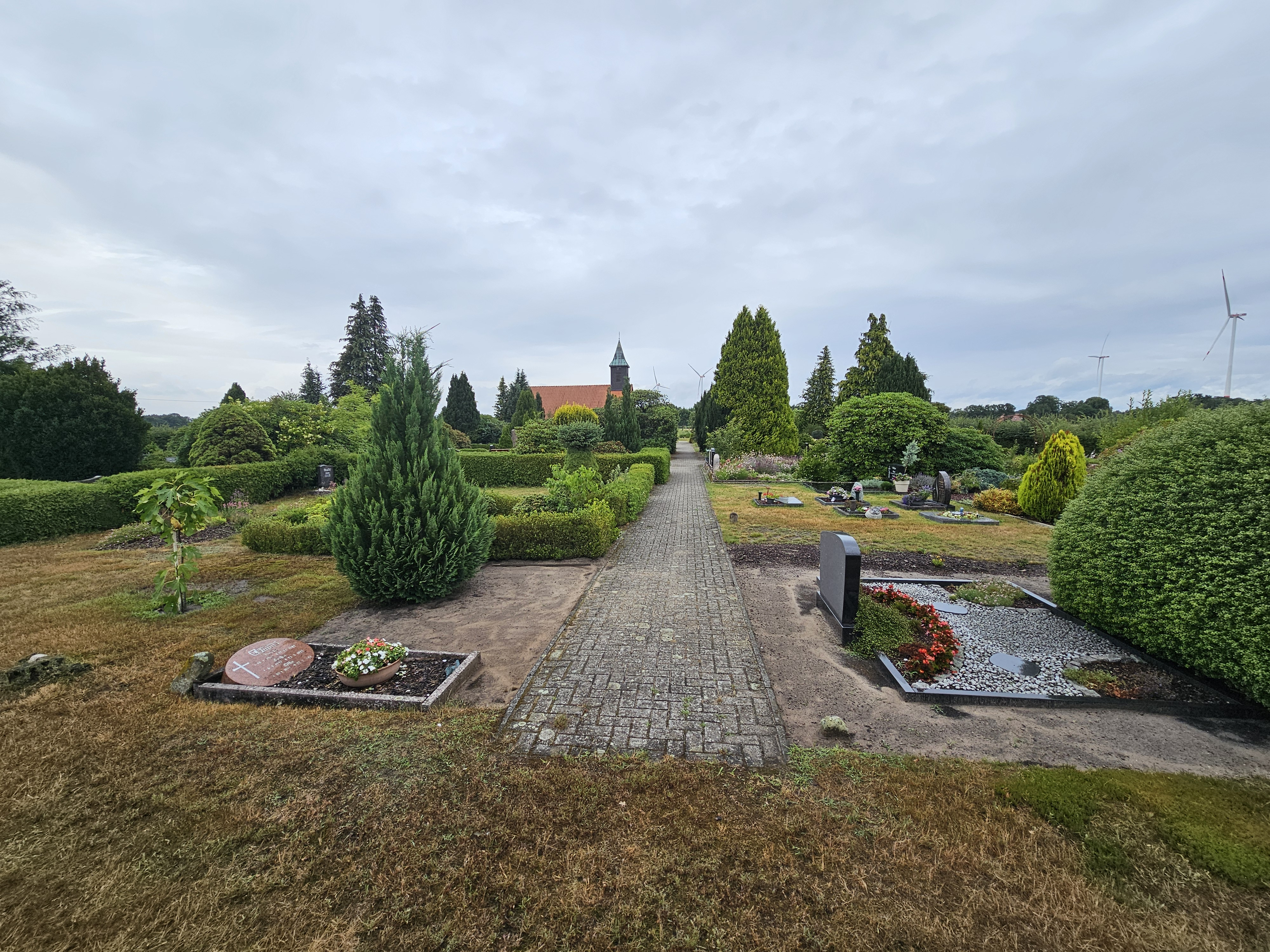
Friedhof Hämelhausen

Der Friedhof Hämelhausen befindet sich am nördlichen Ortsrand von Hämelhausen, einer Gemeinde in der Samtgemeinde Grafschaft Hoya im niedersächsischen Landkreis Nienburg/Weser.
Auf dem kirchlichen Friedhof Ecke „Hirtenweg“/„Zum Schäferstall“, der im Jahr 1905 angelegt wurde, befinden sich 360 Grabstellen verschiedenster Art und eine Friedhofskapelle. Bei einer Fläche von 0,5035 ha ist er ca. 90 m lang und maximal ca. 70 m breit.

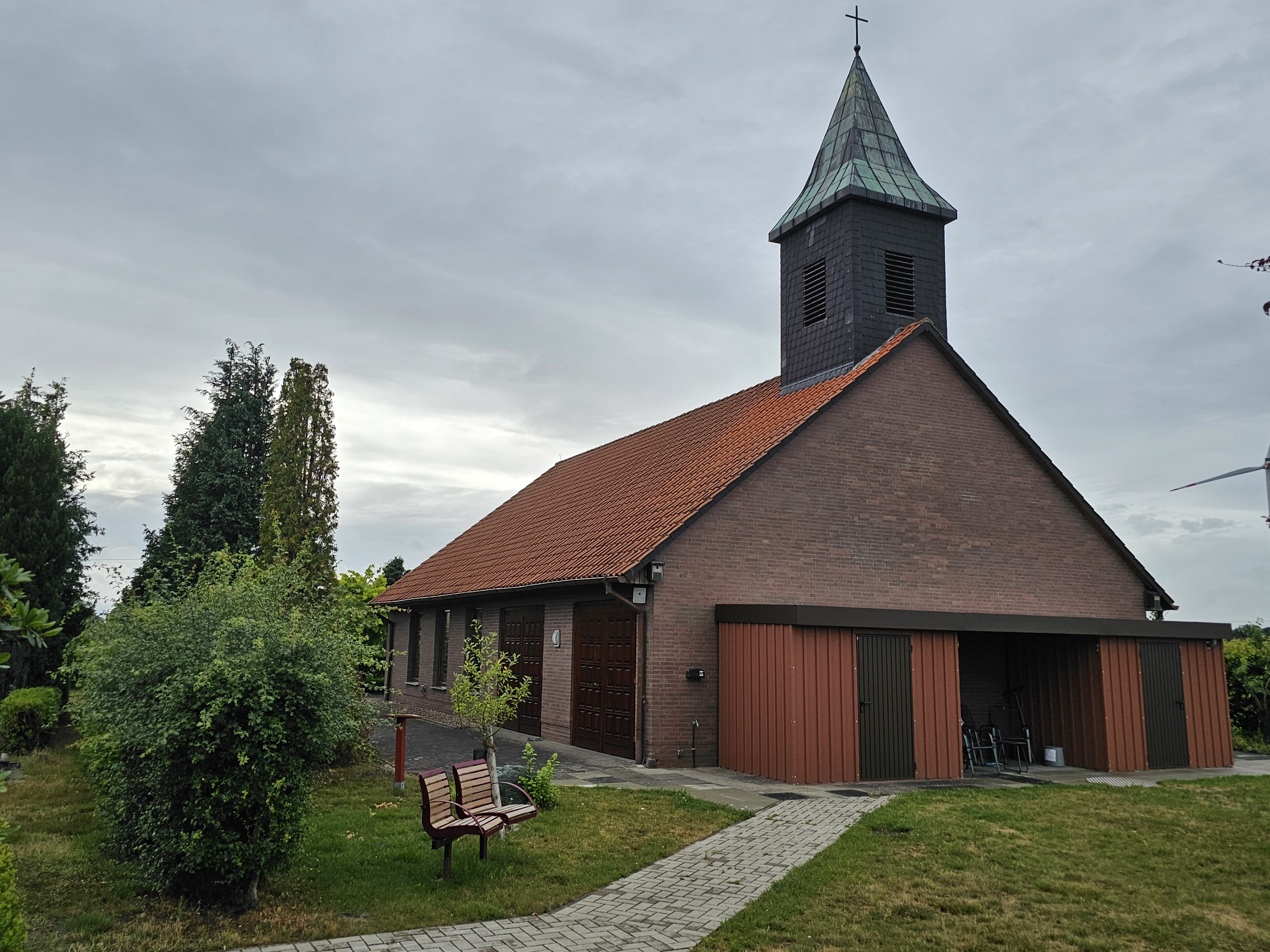
Friedhofskapelle Hämelhausen